# Rudolph Arbesmann
Rudolph Eugen Arbesmann O.S.A. (* 25. Juli 1895 in Fürth; † 4. Dezember 1982 in New York City) war ein US-amerikanischer Klassischer Philologe deutscher Herkunft.

## Leben
Nach dem Besuch des Augustinergymnasiums in Münnerstadt nahm Arbesmann von Dezember 1914 bis Dezember 1918 als Freiwilliger am Ersten Weltkrieg teil. Als Leutnant der Kavallerie erhielt er beide Klassen des Eisernen Kreuzes und den Bayerischen Militärverdienstorden. Nach dem Krieg wurde er 1919 Novize des Augustinerordens. 1923 wurde er in Rom zum Priester geweiht und ging an die Universität Würzburg, um Klassische Philologie zu studieren. Seit 1918 war er Mitglied der katholischen Studentenverbindung KDStV Cheruscia Würzburg im CV.
Während des Studiums und nach seiner Promotion war Arbesmann weiterhin für den Orden tätig. Er wurde 1930 zum Definitor gewählt. 1933 ging er als Studentenpriester nach Rom. 1934 ging er weiter nach Chile, um die Novizen und Ordensangehörigen dort zu unterrichten. Gleichzeitig hielt er Lehrveranstaltungen an der Universidad de Chile in Santiago de Chile ab. 1936 zog er nach New York City, wo er bis an sein Lebensende blieb. 1937 wurde er an der Fordham University zum Professor of Classics ernannt. Mit dieser Universität blieb er bis lange nach seiner Pensionierung verbunden. Am 4. Dezember 1982 starb Arbesmann an den Folgen eines Schlaganfalls.
Arbesmanns Forschungsschwerpunkt war das antike und mittelalterliche Ordensleben, Kirchengeschichte und christliche Ethik und Glaubenslehre. Er verfasste zahlreiche Bücher und Artikel in deutscher und englischer Sprache.